# Олександр Суворов (теплохід)
56°19′48″ пн. ш. 44°00′32″ сх. д. / 56.33° пн. ш. 44.009° сх. д.
«Олександр Суворов» (рос. Александр Суворов) — круїзний чотирипалубний дизель-електричний теплохід проєкту 92-016 (тип «Валеріан Куйбишев»), що експлуатується компанією «ВодоходЪ» у Волзькому басейні і приписаний до Нижнього Новгорода, є одним з найбільших радянських річкових пасажирських суден. Побудований у місті Комарно (Чехословацька Соціалістична Республіка) у 1981 році. Отримав назву на честь російського полководця Олександра Суворова. 5 червня 1983 року на повному ходу врізався в несудноплавний проліт Ульянівського мосту. Катастрофа спричинила чималі людські жертви.

## Історія судна
Судно під заводським № 2007 було побудоване у 1981 році на суднобудівному підприємстві «Národnий Podnik Škoda Komárno» (Slovenské Lodenice np Komárno) в місті Комарно, Чехословаччина, і передано радянському замовнику Волго-Донському річковому пароплавству, де і експлуатувалося до катастрофи 1983 року[⇨]. Після катастрофи теплохід було відновлено і передано у Волзьке пароплавство, місто Горький. З 2012 року експлуатується компанією «ВодоходЪ» за маршрутом Санкт-Петербург — Нижній Новгород.

## Катастрофа 5 червня 1983 року
5 червня 1983 року, у неділю, теплохід «Олександр Суворов» здійснював круїз за туристичним маршрутом Ростов-на-Дону — Москва. О 21:40 теплохід на повному ходу замість третього прольоту зайшов під несудохідний шостий проліт Ульянівського мосту через річку Волгу і протаранив надбудовами четвертої палуби у ферму мосту. В результаті зіткнення судна були знесені рульова рубка, каюти капітана і старшого помічника, радіорубка і кінозал, в якому в цей час перебувало понад 200 пасажирів . Під час удару у теплохода зупинилися двигуни, оскільки були знищені пневматичні магістралі дистанційного управління, але існувала інформація, що він за інерцією пройшов за мостом ще близько 300 метрів
Міст також отримав пошкодження, що призвело до аварії вантажного поїзда, що рухався в цей момент . Одинадцять вагонів зійшли з рейок, колоди, зерно і вугілля, що складали їхній вантаж, посипалися вниз, у тому числі на теплохід.

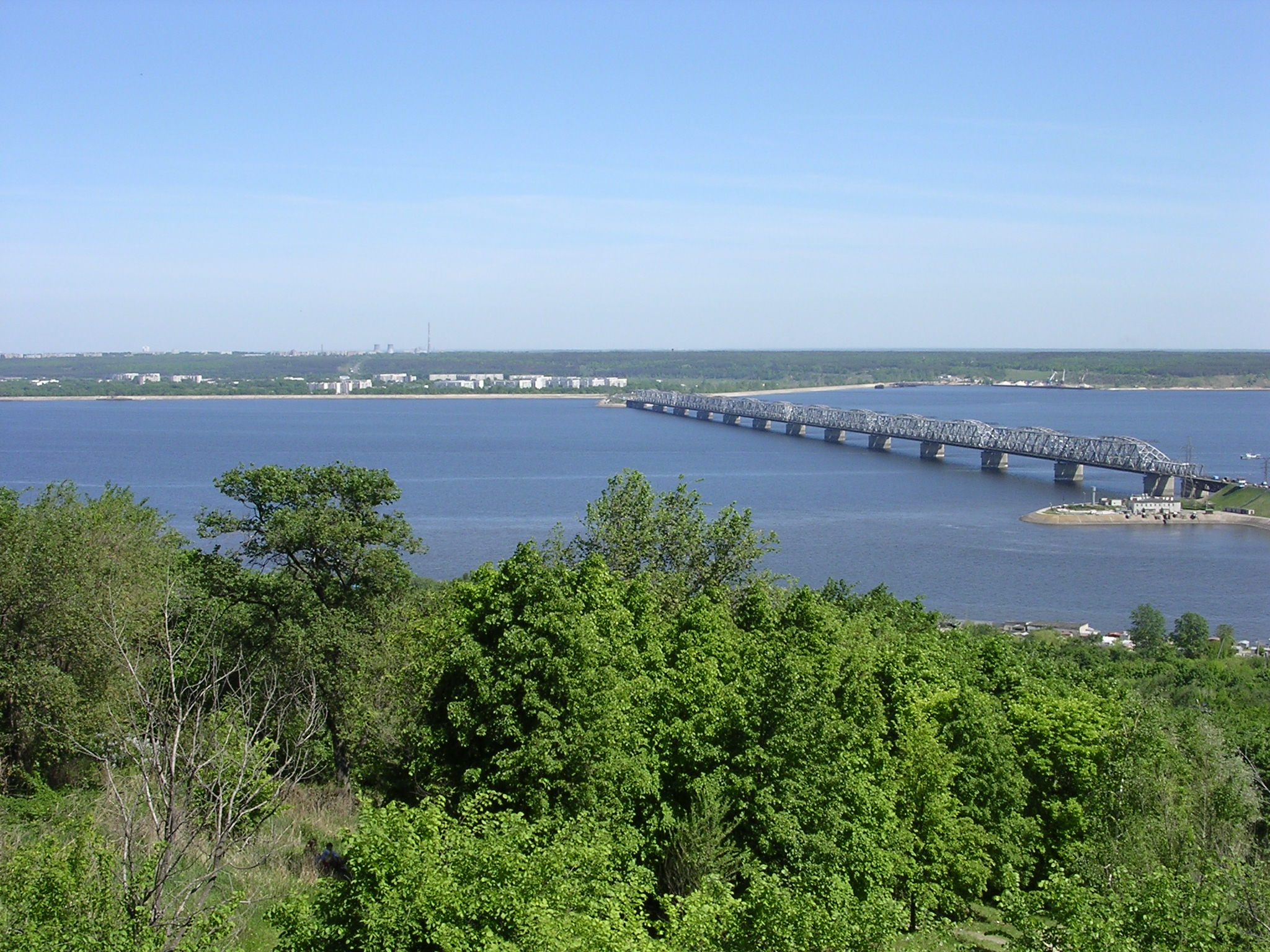
Краєвид на Імператорський міст з правого берега Волги

За даними Прокуратури РРФСР, внаслідок катастрофи загинуло 170 пасажирів та 6 членів екіпажу теплоходу, 49 осіб отримали тілесні ушкодження різного ступеня тяжкості . У сюжеті «Першого каналу», у зв'язку з 25-річчям катастрофи, було повідомлено, що існують документи, що вказують на більшу кількість жертв, а кількість поранених, що надійшли до лікарень, перевищувала 100 осіб. Оприлюднено і такі цифри загиблих, як «понад 400 осіб» і навіть «до півтисячі».
Невизначеність пов'язана з тим, що під час рейсу теплохід «Олександр Суворов» був перевантажений. Крім 330 пасажирів, на його борту перебувало 50 членів екіпажу та 35 осіб обслуговуючого персоналу. Також на теплоході знаходилися знайомі та родичі членів екіпажу. Велика кількість жертв пояснюється тим, що в момент зіткнення більша частина пасажирів знаходилася у кінозалі та на танцмайданчику на верхній палубі, який був повністю знищеним зіткненням із мостом.
Велику роль у порятунку постраждалих відіграли нечисленні залізничники. Після зіткнення теплохода із прольотом мосту частина пасажирів вистрибнула за борт. Постраждалих доставляли до ульянівських лікарень, завдяки своєчасному оповіщенню персоналу і приїзду лікарів з прилеглих лікарень вдалося врятувати чимало пасажирів.
На мосту залишалися цистерни, що зійшли з рейок, з нафтопродуктами. Для відкачування нафтопродуктів були терміново залучені викладачі та курсанти-трубопроводники Ульянівського вищого військово-технічного училища. Завдяки діям курсантів, яким довелося без необхідного досвіду та спорядження працювати на гратчастих мостових конструкціях, ризикуючи будь-якої миті впасти у Волгу, за декілька годин цистерни були випорожнені.

### Причини
Проведене прокуратурою РРФСР слідство поклало основну відповідальність на старшого помічника капітана, який очолював вахтову службу під час аварії, першого штурмана Є. М. Мітенкова. За свідченнями свідків з-поміж команди, Мітенков фактично усунувся від управління теплоходом і займався в рульовій рубці читанням художньої літератури. Таким чином, він не здійснював контроль за діями рульового Уварова, який не мав достатнього досвіду для самостійного управління судном. На думку слідства, Уваров через неосвідченість і неуважність направив теплохід у несудноплавний проліт мосту.
Залучені слідством експерти зазначили, що помилці керманича могли сприяти відсутність на мосту світлової сигналізації, яка під час аварії була вимкнена, та наявність на шостому прольоті будки, схожої своїми контурами із сигнальним щитом на судноплавному третьому прольоті. Але з огляду на те, що чітка видимість прольотів мосту під час аварії становила близько 3 км, ці фактори не були її безпосередньою причиною. Мітенков та Уваров загинули під час аварії.

### Засудження капітана
Капітан судна Клейменов Володимир Веніаміновіч у момент катастрофи відпочивав у своїй каюті перед нічною вахтою та в управлінні судном участі не брав. Після аварії він опинився у воді, але зумів вибратися на берег. На допиті він стверджував, що врятував із води одну людину. Йому було пред'явлено обвинувачення за частиною 1 статті 85 КК РРФСР (порушення правил безпеки руху та експлуатації транспорту) у тому, що він систематично порушував вимоги Статуту служби на судах Міністерства річкового флоту РРФСР, не підтримував на судні належну дисципліну та не забезпечив виконання Статуту та інших нормативних актів, що стосуються забезпечення безпеки, своїм старшим помічником. Також йому ставилося у провину самоусунення від керівництва діями щодо порятунку людей після аварії. Клейменов визнав свою провину в недостатньому контролі за виконанням Мітенковим вахтових обов'язків. Усунення від рятувальних дій він пояснював психічним станом і рекомендацією лікаря, що оглянув його, негайно звернутися до лікарні, але судово-медична експертиза встановила, що капітан не мав тяжких травм і був в змозі займатися організацією рятувальних дій, а свідки показали, що за медичною допомогою він звернувся лише за кілька годин після аварії. Клєйменов був засуджений до 10 років позбавлення волі. Відбувши ув'язнення близько 6 років, його достроково звільнили за станом здоров'я. У 1990 році він помер від інфаркту.